# 陳光哲
陳光哲（1508年—1565年），字子愚，號潛齋，浙江台州府臨海縣人，軍籍，明朝政治人物。

## 生平
嘉靖十三年（1534年）甲午科順天鄉試第十三名舉人，嘉靖十七年（1538年）中式戊戌科會試第一百三十四名，三甲第五名進士。歷任高郵州知州，官至工部都水司員外郎。

## 家族
曾祖陳華；祖父陳璘，號守拙；父陳經，母王氏。弟陳光韶、陳光台（浮梁主簿）、陳光祖（庠生）。子陳用中、陳用賓、陳用貴、陳用璧、陳用溥、陳用傅。